# In nghiêng

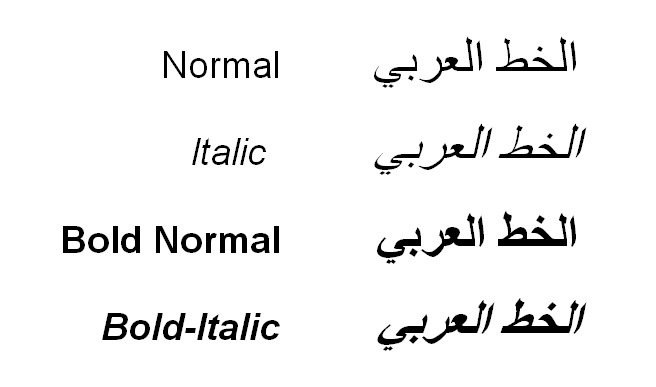
4 shapes of Adobe Arabic font (Normal, Italic, Bold, Bold-Italic)

Kiểu in nghiêng (tiếng Anh: Italic type) là một cách trình bày chữ kiểu nghiêng trong kiểu chữ học (typography), bên cạnh hai loại rất thông dụng khác là in đậm (bold) và gạch chân (underline).
Do bắt nguồn từ kiểu chữ viết tay, kiểu in này nghiêng chữ về bên phải. Chữ nghiêng là một cách để nhấn mạnh những điểm chính trong một văn bản in ra hoặc khi trích dẫn một người nói để chỉ ra những từ mà người nói nhấn mạnh.
Khi Johannes Gutenberg phổ biến kiểu in mẫu trượt. Ông khắc chữ cái theo mẫu viết tay, cho ra sản phẩm phông chữ đầu tiên trên thế giới: Textura. Sau đó, những người thợ sắp chữ ở Ý nhận ra rằng, các từ in nghiêng vẫn có thể nhìn rõ và đọc được, lại còn tiết kiệm cả chiều dọc nên in được nhiều chữ hơn trong một trang. Đó là lý do tại sao chữ in nghiêng gọi là Italics vì được đặt tên theo nơi nó được phát minh ra, nước Ý. Aldus Manutius và Ludovico Arrighi (trong thế kỷ 15 và 16) là những nhà thiết kế font chữ chính tham gia vào quá trình này vào thời điểm nói trên.